# Jan Malypetr
Jan Malypetr (ur. 21 grudnia 1873 w Klobukach, zm. 27 września 1947 w Slaným) – czechosłowacki działacz chłopski, wieloletni deputowany, minister spraw wewnętrznych, a następnie premier rządu w okresie międzywojennym, działacz kolaboracyjny w Protektoracie Czech i Moraw
Ukończył gimnazjum w Pradze, a następnie wyższą szkołę rolniczą w Kadani. Po studiach powrócił do rodzinnej wsi do gospodarstwa rolnego ojca. W 1899 r. wstąpił do Czeskiej Partii Chłopskiej. Od 1900 r. stał na czele jej struktur we wsi Klobuki. W 1906 r. wszedł w skład kierownictwa partii. W latach 1911–1914 pełnił funkcję burmistrza Klobuk, do 1918 r. zaś był starostą w Slaným. Po utworzeniu Czechosłowacji w listopadzie 1918 r., został członkiem Zgromadzenia Narodowego. Posłował nieprzerwanie do 1939 r. jako przedstawiciel ruchu chłopskiego.
W latach 1922–1925 był ministrem spraw wewnętrznych. W latach 1932–1935 pełnił funkcję premiera. Po utworzeniu Protektoratu Czech i Moraw w marcu 1939 r., odszedł z polityki. W reakcji na układ sowiecko-czechosłowacki podpisany w 1943 r. w Moskwie, współtworzył w styczniu 1944 r. Czeską Ligę przeciw Bolszewizmowi, zostając członkiem jej kierownictwa. Po zakończeniu wojny aresztowano go, ale został uniewinniony. Jego wnukiem jest czeski pisarz i dysydent Jiří Stránský.